# Lijst van inheemse bomen en struiken in de Benelux
Inheemse bomen en struiken zijn houtige plantensoorten die inheems of autochtoon zijn in de Benelux. De cultivars van deze inheemse soorten, die in de Benelux gevonden worden, vallen hier dus niet onder, maar wel de oorspronkelijke wilde soort.
Er zijn kwekerijen die planten kweken van een autochtone herkomst, met name van reeds lang bestaande populaties. Deze planten worden bij voorkeur in natuurontwikkelingsprojecten gebruikt.
In Nederland is de Commissie voor de samenstelling van de Rassenlijst Bomen op grond van de Zaaizaad- en plantgoedwet 2005 ingesteld en beveelt in de eens per vijf à zeven jaar verschijnende Rassenlijst Bomen de voor Nederland officieel erkende autochtone herkomsten aan. Deze herkomsten zijn voor het eerst opgenomen in de 7e Rassenlijst Bomen editie 2002. De lijst van autochtone planten in België wijkt wat af van de Nederlandse lijst en wordt beheerd door het Agentschap voor Natuur en Bos in Vlaanderen en agentschap Forêts et Eaux in Wallonië.
| Nederlandse naam                  | Botanische naam      | Boom of struik | Minimum Hoogte | Maximum Hoogte |
| --------------------------------- | -------------------- | -------------- | -------------- | -------------- |
| Aalbes                            | Ribes rubrum         | struik         | 1 m            | 2 m            |
| Amandelwilg                       | Salix triandra       | boom           | 1,5 m          | 4 m            |
| Berijpte viltroos                 | Rosa sherardii       | struik         | 0,8 m          | 2 m            |
| Beuk                              | Fagus sylvatica      | boom           | -              | 46 m           |
| Bittere wilg                      | Salix purpurea       | boom           | 2 m            | 6 m            |
| Boswilg                           | Salix caprea         | boom           | -              | 14 m           |
| Duindoorn                         | Hippophae rhamnoides | struik         | 1,2 m          | 4,5 m          |
| Egelantier                        | Rosa rubiginosa      | struik         | 1,5 m          | 2,5 m          |
| Es                                | Fraxinus excelsior   | boom           | -              | 40 m           |
| Gelderse roos                     | Viburnum opulus      | struik         | 1,5 m          | 6 m            |
| Gele kornoelje                    | Cornus mas           | boom/struik    | 2 m            | 6 m            |
| Geoorde wilg                      | Salix aurita         | boom           | 0,6 m          | 2,3 m          |
| Gewone esdoorn                    | Acer pseudoplatanus  | boom           | -              | 35 m           |
| Gewone vlier                      | Sambucus nigra       | struik         | 3 m            | 4 m            |
| Gewone vogelkers                  | Prunus padus         | struik         | 1,2 m          | 15 m           |
| Gladde iep                        | Ulmus carpinifolia   | boom           | -              | 30 m           |
| Grauwe wilg                       | Salix cinerea        | boom           | -              | 6 m            |
| Grove den                         | Pinus sylvestris     | boom           | 5 m            | 40 m           |
| Haagbeuk                          | Carpinus betulus     | boom           | 15 m           | 25 m           |
| Hazelaar                          | Corylus avellana     | struik         | -              | 6 m            |
| Heggenroos                        | Rosa corymbifera     | struik         | 1,5 m          | 3 m            |
| Hondsroos                         | Rosa canina          | struik         | 1 m            | 4 m            |
| Hulst                             | Ilex aquifolium      | boom           | -              | 10 m           |
| Jeneverbes                        | Juniperus communis   | struik         | -              | 10 m           |
| Katwilg                           | Salix viminalis      | boom           | 6 m            | 10 m           |
| Bosroos                           | Rosa arvensis        | struik         | 0,5 m          | 2,5 m          |
| Kraakwilg                         | Salix fragilis       | boom           | -              | 25 m           |
| Kruisbes                          | Ribes uva-crispa     | struik         | 0,6 m          | 1,2 m          |
| Laurierwilg                       | Salix pentandra      | boom           | -              | 12 m           |
| Mispel                            | Mespilus germanica   | boom           | 1,5 m          | 6 m            |
| Rood peperboompje                 | Daphne mezereum      | struik         | 0,3 m          | 0,8 m          |
| Ratelpopulier                     | Populus tremula      | boom           | 20 m           | 35 m           |
| Rode kamperfoelie                 | Lonicera xylosteum   | struik         | 1 m            | 2 m            |
| Rode kornoelje                    | Cornus sanguinea     | struik         | -              | 3 m            |
| Viltroos                          | Rosa tomentosa       | struik         | 1,5 m          | 3 m            |
| Ruwe berk                         | Betula pendula       | boom           | -              | 20 m           |
| Ruwe iep                          | Ulmus glabra         | boom           | 25 m           | 40 m           |
| Schietwilg                        | Salix alba           | boom           | -              | 30 m           |
| Sleedoorn                         | Prunus spinosa       | struik         | 2 m            | 6 m            |
| Sporkehout of vuilboom            | Frangula alnus       | boom           | -              | 7 m            |
| Fladderiep of steeliep            | Ulmus laevis         | boom           | -              | 25 m           |
| Venijnboom                        | Taxus baccata        | boom           | 12 m           | 20 m           |
| Eenstijlige meidoorn              | Crataegus monogyna   | boom           | -              | 10 m           |
| Tweestijlige meidoorn             | Crataegus laevigata  | struik         | -              | 5 m            |
| Spaanse aak of veldesdoorn        | Acer campestre       | boom           | 10 m           | 12 m           |
| Gewone vogelkers                  | Prunus padus         | boom           | 8 m            | 15 m           |
| Wegedoorn                         | Rhamnus catharticus  | boom           | 4 m            | 6 m            |
| Wigbladige roos                   | Rosa elliptica       | struik         | 1 m            | 2,5 m          |
| Wilde appel                       | Malus sylvestris     | boom           | 10 m           | 12 m           |
| Wilde gagel                       | Myrica gale          | struik         | 06 m           | 1,5 m          |
| Wilde peer                        | Pyrus pyraster       | boom           | 8 m            | 20 m           |
| Wilde kardinaalsmuts              | Euonymus europaeus   | struik         | -              | 3 m            |
| Wilde liguster                    | Ligustrum vulgare    | struik         | -              | 5 m            |
| Wilde lijsterbes                  | Sorbus aucuparia     | boom           | -              | 20 m           |
| Wintereik                         | Quercus petraea      | boom           | 25 m           | 30 m           |
| Winterlinde of kleinbladige linde | Tilia cordata        | boom           | -              | 30 m           |
| Witte els                         | Alnus incana         | boom           | 15 m           | 25 m           |
| Zachte berk                       | Betula pubescens     | boom           | -              | 15 m           |
| Zoete kers                        | Prunus avium         | boom           | -              | 20 m           |
| Zomereik                          | Quercus robur        | boom           | 15 m           | 35 m           |
| Zomerlinde of grootbladige linde  | Tilia platyphyllos   | boom           | -              | 40 m           |
| Zuurbes                           | Berberis vulgaris    | struik         | 1 m            | 4 m            |
| Zwarte bes                        | Ribes nigrum         | struik         | 1 m            | 1,5 m          |
| Zwarte els                        | Alnus glutinosa      | boom           | 25 m           | 35 m           |
| Zwarte populier                   | Populus nigra        | boom           | -              | 35 m           |